# Supermarine Southampton
El Supermarine Southampton fue un hidrocanoa del período de entreguerras, diseñado y producido por el constructor aeronáutico británico Supermarine. Fue uno de los hidrocanoas más exitosos de la época.
El Southampton fue derivado desde el experimental Swan, y por ello fue desarrollado a un ritmo relativamente alto. Según la autores de aviación C. F. Andrews y E. B. Morgan, el diseño del Southampton representó un nuevo estándar para los aviones marítimos, y fue una gran realización para el equipo de diseño de Supermarine, encabezado por R. J. Mitchell. La demanda del modelo fue tal que Supermarine tuvo que expandir su capacidad de producción para cubrirla.
Durante agosto de 1925, el Southampton entró en servicio con la Real Fuerza Aérea (RAF), con la que el modelo ganó una reputación favorable gracias a una serie de vuelos en formación de larga distancia. Aparecieron más clientes para el modelo, incluyendo la Armada Imperial Japonesa, la Aviación Naval Argentina y la Real Armada Danesa. Varios ejemplares fueron adoptados por operadores civiles, como Imperial Airways y Japan Air Transport. Entre otros logros, el Southampton facilitó uno de los primeros servicios de aerolínea de cruzado del Canal para diez pasajeros, entre Inglaterra y Francia.

## Desarrollo

### Antecedentes
Los orígenes del Southampton pueden seguirse hasta un avión experimental anterior, el Supermarine Swan, que realizó su primer vuelo el 25 de marzo de 1924. Alrededor de la misma época, las autoridades británicas estaban pasando dificultades para adquirir grandes hidrocanoas efectivos, estando decepcionados con modelos como el F.5; según Andrews y Morgan, los funcionarios estaban cerca de renunciar a sus ambiciones. Habiendo sido impresionado por las prestaciones del Swan durante las pruebas realizadas en RAF Felixstowe, el Ministerio del Aire británico generó la Especificación R.18/24 y prontamente encargó un lote de seis aviones de producción, llamados Southampton, a Supermarine. Este encargo se realizó directamente desde el tablero de dibujo, un arreglo poco usual que mostraba una sustancial confianza en el diseño.
El equipo de diseño de Supermarine para el Southampton estaba liderado por el ingeniero aeronáutico R. J. Mitchell, más conocido como diseñador del Spitfire. Como el Swan había actuado de hecho como prototipo, el tiempo de desarrollo fue relativamente corto. La simplicidad fue la filosofía clave practicada por el equipo de diseño, llevando a la eliminación de los tradicionales cables cruzados de arriostrado entre las alas. A pesar de esto, las prácticas manufactureras tradicionales de la época fueron despreciadas a menudo en favor de nuevos enfoques, como la deliberada huida de la integración del ala inferior con el fuselaje para permitir que la cubierta y la sección central alar quedaran libres para ser trabajadas independientemente.

### En vuelo
El 10 de marzo de 1925 se realizó el primer vuelo del primer avión de producción, pilotado por Henry Charles Biard. Aunque este vuelo fue bastante exitoso, uno de los flotadores de punta alar recibió daños menores, provocando que su ángulo de incidencia fuera rápidamente ajustado para prevenir una repetición, antes de su completo rediseño posterior. Cuatro días más tarde se completaron las pruebas del contratista, por lo que el Southampton fue volado prontamente hasta Felixstowe, donde fue sometido a las pruebas del modelo. Estas fueron superadas con relativa facilidad, incluyendo su capacidad para mantener la altitud con sólo un motor, llevando a que la entrega formal del avión a la Real Fuerza Aérea (RAF) ocurriera a mitad de 1925.
Tras completarse los seis aviones iniciales, se recibieron prontamente más encargos del Southampton. Supermarine carecía de la capacidad de planta necesaria para cubrir la demanda, por lo que se adquirieron instalaciones adicionales al otro lado del Southampton Water, después de lo cual la producción del modelo se centralizó en esta ubicación. Durante la ejecución de la producción, el diseño del Southampton continuó siendo refinado; los cambios incluyeron modelos de motor mejorados y la sustitución del casco de madera y sus alas por equivalentes de metal (duraluminio). Hacia el final de la producción se había construido un total de 83 Southampton, excluyendo el trimotor Southampton Mk.X, que fue un único prototipo.
Se desarrollaron varios modelos y derivados del Southampton; de hecho, fue reemplazado en la línea de producción por el Scapa, que era uno de esos derivados.

## Diseño
El Supermarine Southampton era un hidrocanoa biplano bimotor, que estaba propulsado típicamente por un par de motores de doce cilindros Napier Lion. Los motores se montaban en soportes instalados entre las alas, en una configuración tractora. La instalación motora permitía que tanto el mantenimiento como la sustitución de motor se realizaran sin interactuar con la estructura alar. El combustible se suministraba a los motores por gravedad desde depósitos instalados dentro de las alas superiores, lo que mantenía el fuselaje libre de conductos de combustible, junto con una bomba de combustible usada para rellenar los depósitos alares desde un sumidero de popa, cuando estaba anclado. La tripulación estaba distribuida de tal forma que podían comunicarse fácilmente unos con otros. Existían tres posiciones para ametralladoras, una instalada sobre el morro y dos escalonadas hacia cada lado en el fuselaje trasero. Estos artilleros traseros tenían un campo de tiro relativamente favorable.
La estructura del Southampton fue revisada sustancialmente en los sucesivos lotes. El Southampton Mk.I tenía tanto su casco como sus alas construidos en madera, mientras que el Southampton Mk.II tenía un casco con un único espesor metálico (duraluminio; el Mk.I poseía un doble fondo de madera); este cambio generaba un ahorro de peso efectivo de 410 kg (de los que 230 kg representaban el casco más ligero, mientras que los 180 kg restantes representaban el peso del agua que podía absorber el casco de madera) que permitía un incremento del alcance de aproximadamente 320 km. Todos los elementos metálicos fueron anodizados para impedir la corrosión. En 1929, 24 de los Southampton Mk.I fueron convertidos mediante el reemplazo de los cascos de madera por otros metálicos construidos nuevos. Más tarde, el modelo también fue dotado de hélices metálicas producidas por Leitner-Watts. Algunos de los aviones tardíos fueron construidos con alas metálicas y probablemente fueron designados como Southampton Mk.III, aunque el uso de esta designación ha sido discutida.

## Historia operacional
Durante agosto de 1925, los primeros Southampton entraron en servicio con la RAF, siendo inicialmente asignado el modelo al No. 480 (Coastal Reconnaissance) Flight, basado en RAF Calshot. Una vez validado a través de una serie de ejercicios, la capacidad del Southampton de operar independientemente quedó bien demostrada, incluso con malas condiciones meteorológicas. Andrews y Morgan observaron que el Southampton demostró rápidamente su primacía entre los hidrocanoas europeos de la época, un hecho que prontamente se constató en sus actividades de ultramar.
Entre las tareas que realizaron los Southampton de la RAF estuvieron una serie de vuelos de larga distancia en formación "para mostrar la bandera". Quizás el más notable de estos vuelos sea una expedición de 43 500 km realizada durante 1927 y 1928; fue llevada a cabo por cuatro Southampton del Far East Flight, ejecutándose desde Felixstowe vía el Mediterráneo hasta la India y Singapur. Estos aviones presentaban varios cambios técnicos, incluyendo depósitos de combustible agrandados fabricados con acero estañado, capacidad de aceite aumentada, mayor área de superficie del radiador y la retirada de todo el armamento. Según Andrews y Morgan, el Southampton adquirió una considerable fama entre el público general por estos vuelos; Supermarine también participó en este aumento de reputación. También hubo beneficios prácticos de estos vuelos, ya que se desarrollaron nuevas técnicas anticorrosión, como resultado de la retroalimentación.
Mientras que la RAF fue el cliente de mayor perfil del modelo, se vendieron más Southampton a una serie de países. Se vendieron ocho aviones nuevos a Argentina, comprando Turquía seis ejemplares y Australia dos aviones Mk.I ex RAF. Japón también compró un único avión, que fue más tarde convertido en un avión de aerolínea con cabina de 18 pasajeros. La Armada de los Estados Unidos también solicitó una cuota, pero no se materializó ningún encargo. Un avión de la RAF fue prestado a Imperial Airways, con la matrícula civil británica G-AASH, durante tres meses, desde diciembre de 1929, para reemplazar a un Short Calcutta en la ruta de correo aéreo entre Génova y Alejandría.

## Variantes
Se instalaron diferentes plantas motrices en las variantes:
Mk.I
Motor Napier Lion V, casco de madera. 23 construidos.
Mk.II
Napier Lion Va, 39 construidos.
Saunders A.14
Argentina
Motor Lorraine-Dietrich 12E. Cinco aviones con casco de madera, más tres con casco metálico.
Turquía
Motor Hispano-Suiza 12Nbr. Seis construidos.
Mk.IV
Prototipo del Scapa.
- Motores Bristol Jupiter IX y Rolls-Royce Kestrel: en experimentos.

## Operadores

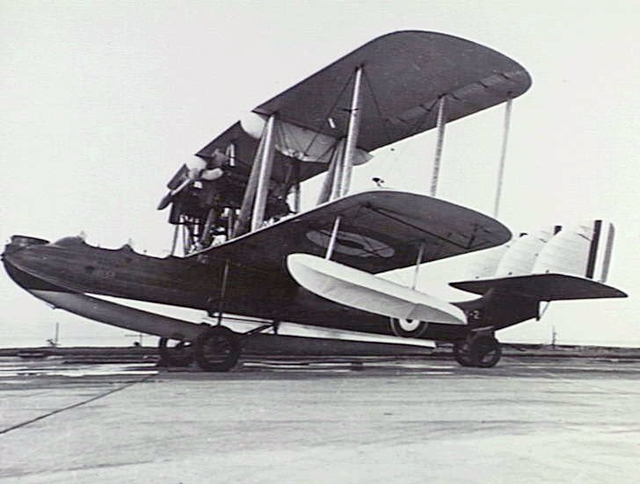
Supermarine Southampton de la RAAF.

### Militares
Argentina
- Aviación Naval: 8 ejemplares.

 Australia
- Real Fuerza Aérea Australiana

 Dinamarca
- Real Armada de Dinamarca

 Japón
- Armada Imperial Japonesa

 Turquía
- Fuerza Aérea Turca

 Reino Unido
- Real Fuerza Aérea[22]

### Civiles
Japón
- Japan Air Transport
- Nippon Kokuyuso Kenkyujo

 Reino Unido
- Imperial Airways

## Supervivientes
El fuselaje de madera restaurado del Supermarine Southampton Mk.I N9899 está en exhibición en el Museo de la Real Fuerza Aérea Británica de Londres en Hendon.

## Especificaciones (Southampton II)
Referencia datos: Supermarine Aircraft since 1914

### Características generales
- Tripulación: Cinco (2 pilotos y 3 artilleros)
- Longitud: 15,2 m (49,7 ft)
- Envergadura: 22,9 m (75 ft)
- Altura: 6,2 m (20,4 ft)
- Superficie alar: 134,5 m² (1447,8 ft²)
- Peso vacío: 4398 kg (9693,2 lb)
- Peso cargado: 6895 kg (15 196,6 lb)
- Peso máximo al despegue: 8165 kg (sobrecargado)[25]
- Planta motriz: 2× motor lineal en W refrigerado por agua Napier Lion Va.
  - Potencia: 370 kW (510 HP; 503 CV) cada uno.

### Rendimiento
- Velocidad máxima operativa (Vno): 153 km/h (95 MPH; 83 kt) a nivel del mar
- Alcance: 875 km (472 nmi; 544 mi) a 138 km/h y 610 m (2000 pies)
- Techo de vuelo: 1810 m (5938 ft)
- Régimen de ascenso: 1,9 m/s (368 ft/min)
- Tiempo a altitud: 29 min, 42 s para 1800 m (6000 pies)

### Armamento
- Ametralladoras: 

  - 3x Lewis de 7,7 mm, una en el morro y dos en mitad del fuselaje
- Bombas: 500 kg bajo las alas

## Aeronaves relacionadas

### Desarrollos relacionados
- Hiro H2H
- Supermarine Scylla
- Supermarine Swan
- Saunders A.14
- Supermarine Scapa
- Supermarine Stranraer

### Aeronaves similares
- Hiro H1H
- Felixstowe F.5
- Phoenix P.5 Cork[26]
- English Electric Kingston
- Naval Aircraft Factory PN

### Secuencias de designación
- Secuencia Numérica (interna de Supermarine): ← 171 - 179 - 184 - 185 - 186 - 187 - 188 - 189 - 190 - 221 - 223 - 224 -- 230 - 231 - 232 - 233 - 234 - 235 - 236 - 237 →